# Самарінешть (комуна)
Самарінешть, Самарінешті (рум. Samarinești) — комуна у повіті Горж в Румунії. До складу комуни входять такі села (дані про населення за 2002 рік):
- Безевань (146 осіб)
- Бока (317 осіб)
- Валя-Бісерічій (272 особи)
- Валя-Міке (31 особа)
- Валя-Поєній (171 особа)
- Дукулешть (103 особи)
- Ларга (151 особа)
- Самарінешть (657 осіб)
- Циріой (130 осіб)

Комуна розташована на відстані 244 км на захід від Бухареста, 35 км на південний захід від Тиргу-Жіу, 77 км на північний захід від Крайови.

## Населення
За даними перепису населення 2002 року у комуні проживали 1978 осіб, усі — румуни. Усі жителі комуни рідною мовою назвали румунську. За віросповіданням усі жителі комуни — православні.